# 溫斯羅普 (麻薩諸塞州)
溫斯羅普（英語：Winthrop）是一個位於美國麻薩諸塞州沙福克縣的城市。

## 人口
根據2020年美國人口普查的數據，溫斯羅普的面積為21.55平方千米，當中陸地面積為5.16平方千米，而水域面積為16.39平方千米。當地共有人口19316人，而人口密度為每平方千米896人。